# Endive au jambon
Chicon au jambon, chicon au gratin

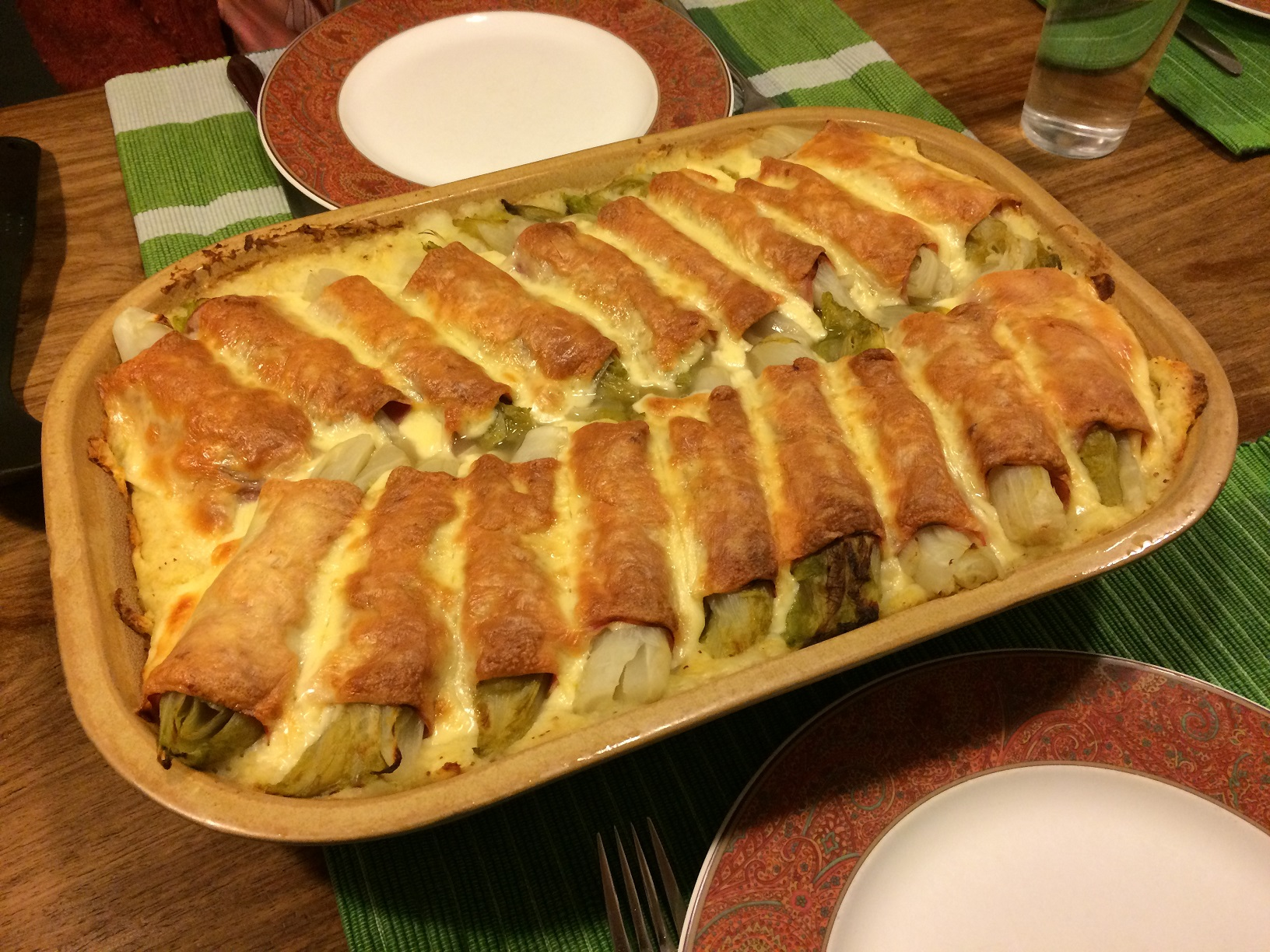
Plat familial d'endives au jambon, Pays-Bas.

L’endive au jambon (désignée sous le terme chicon-gratin en Belgique) est un plat typique des Hauts-de-France, de Belgique et des Pays-Bas. Il se présente sous la forme d'un gratin d'endives enroulées dans des tranches de jambon. 
La dénomination « chicon » vient du terme utilisé dans le nord de la France et en Belgique, pour désigner l'endive.

## Dénominations
De nombreux noms sont donnés à cette recette :
- chicon / endive au jambon ;
- chicon / endive au gratin voire chicon-gratin ;
- gratin d'endives au jambon et à la béchamel ;
- endives au jambon gratinées ;
- roulades d'endives au jambon gratinées ;
- roulades au jambon gratinées ;
- endive à la béchamel ;
- roulades gratinées ;
- endives à la flamande[3] ;
- etc.

## Préparation
La préparation consiste à faire braiser des endives dans une casserole avec juste un peu de matière grasse à feu doux (une variante consiste à les cuire dans de l'eau salée bouillante avec éventuellement du jus de citron), les endives rendant suffisamment d'eau pour ne pas nécessiter une cuisson dans une casserole d'eau[réf. nécessaire]. Il est donc possible de les laisser cuire dans leur jus[réf. nécessaire].
On enroule ensuite les endives dans des tranches de jambon et on met le tout dans un plat allant au four en couvrant de sauce béchamel ou de sauce Mornay ou de crème fraîche et de fromage râpé. On sert quand le fromage est gratiné.